# 곤도 고지 (작곡가)
곤도 고지(近藤 浩治, 1961년 8월 13일 ~ )는 닌텐도의 게임 음악가이다. 1984년 닌텐도에 입사하였다. 대표작은 닌텐도의 1985년작 슈퍼 마리오 브라더스이다. 주로 사용하는 악기는 피아노이며, 닌텐도의 게임 음악 관련 외에도 오케스트라 관련 일을 하기도 한다.

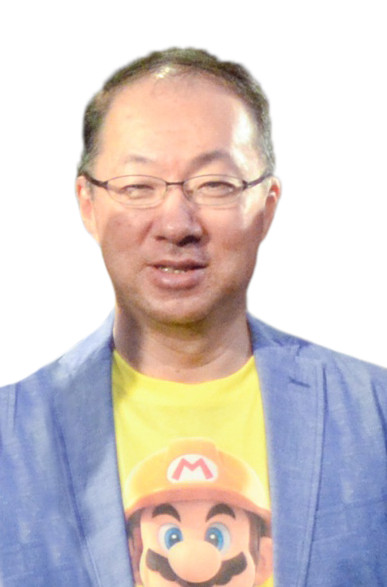
Kondo in 2015

## 일화
닌텐도의 대표적인 게임 디자이너인 미야모토 시게루와 두터운 친분이 있다.
그리고 슈퍼 마리오 갤럭시 개발 당시에는 게임 분위기를 위하여 오케스트라 연주를 결정하였다.

## 주요 참가작
- 슈퍼 마리오 시리즈
- 젤다의 전설 시리즈
- 대난투 스매쉬 브라더스 시리즈
- 스타 폭스 시리즈